# 萊安·哈迪
萊安·哈迪（英語：Ryan Hardie；1997年3月17日—）是一位蘇格蘭足球運動員。在場上的位置是前鋒。他現在效力於英格蘭足球甲級聯賽球隊普利茅斯。他首次代表流浪者參加聯賽是在2015年3月28日。

## 外部連結
- 足球数据库：萊安·哈迪的球员统计数据